# Okręg wyborczy Wirral
Okręg wyborczy Wirral powstał w 1885 r. i wysyłał do brytyjskiej Izby Gmin jednego deputowanego, obejmował okręg miejski Wirral. Został zniesiony w 1983 r.

## Deputowani do brytyjskiej Izby Gmin z okręgu Wirral
- 1885–1900: Edward Cotton-Jodrell
- 1900–1906: Joseph Hoult
- 1906–1910: William Lever, Partia Liberalna
- 1910–1923: Gershom Stewart, Partia Konserwatywna
- 1923–1924: Stephen Dodds, Partia Liberalna
- 1924–1931: John Grace, Partia Konserwatywna
- 1931–1935: George Clayton, Partia Konserwatywna
- 1935–1945: Alan Graham, Partia Konserwatywna
- 1945–1976: Selwyn Lloyd, Partia Konserwatywna
- 1976–1983: David Hunt, Partia Konserwatywna